# Solana Amunt
La Solana d'Amunt o el Bac d'Amunt és una entitat de població del municipi de Vallfogona de Ripollès a la comarca del Ripollès. En el cens de 2007 tenia 33 habitants.